# Väderfront

En schematisk bild över en front. A = varm luftmassa, B = kall luftmassa, C = frontzon, D = tropopausen.

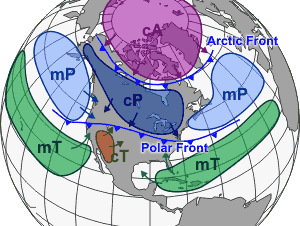
Olika typer av luftmassor över Nordamerika och angränsande kontinenter. Gränsen mellan de olika luftmassorna utgör väderfronter. Två fronter finns avbildade, arktikfronten och polarfronten. cA = kontinental arktikluft, cP = kontiental polarluft, mP = maritim polarluft, cT = kontinental tropikluft och mT = maritim tropikluft

En väderfront är en gränszon som skiljer två luftmassor med olika densitet. Väderfronter avbildas på väderkartor med olika färgade linjer och symboler beroende på fronttypen.
Luftmassorna som separeras av fronten har vanligen olika temperatur och luftfuktighet. När det talas om varm- eller kallfront är det inte temperaturen på fronten som avses, utan luftmassan bakom fronten. Varm- och kallfronter förekommer vid lågtryck, men kan stäcka sig långt från lågtryckscentrum. Längs med fronterna kan moln bildas och nederbörd falla. Vid stor temperaturskillnad mellan de båda luftmassorna kring fronten ökar risken för kraftigt oväder. En väderfront är vanligen 100-200 km bred medan längden är mycket större.
Bildning av fronter kallas frontogenes medan upplösning av en front kallas frontolys.

## Typer av fronter

### Kallfront

Meteorologisk symbol för kallfront.

En kallfront är en väderfront där kallare luft avancerar mot varmare luft. Kallfronter rör sig snabbare än varmfronter. I en kallfront så uppträder nederbörd efter passagen av kallfronten.

### Varmfront

Meteorologisk symbol för varmfront

En varmfront är en väderfront där varmare luft avancerar mot kallare luft. Varmfronter rör sig långsammare än kallfronter.

### Ocklusionsfront

Meteorologisk symbol för ocklusionsfront

I och med att en kallfront rör sig snabbare än en varmfront så kan den hinna upp varmfronten. Då bildas en så kallad ockluderad front eller ocklusionsfront.

### Stationär front

Meteorologisk symbol för stationär front

En front som står helt stilla kallas för stationär front. Om fronten står i princip still under flera dagar kallas den för kvasistationär front.

## Frontkaraktärer
Varm- och kallfronter kan ha två olika karaktärer, antingen en anafront eller en katafront.

### Anafront
En front där den varmare luften stiger mot frontytan kallas anafront. I förhållande till en katafront är en anafront mer dynamisk och ger mer nederbörd.

### Katafront
En katafront är en front där den varmare luften sjunker ner längs med frontytan. Där är kallfronter som vanligtvis är katafronter.